# Positive Koordination
Positive Koordination bezeichnet eine Abstimmung zwischen Organisationseinheiten, bei der von der durchführenden Organisationseinheit geprüft wird, in welcher Kombination verschiedene Entscheidungsvarianten für alle beteiligten Akteure den größtmöglichen Nutzen generieren. Im Gegensatz zur negativen Koordination entsteht dadurch ein in Abhängigkeit von den beteiligten Akteuren potentiell anwachsender Koordinationsaufwand, weshalb sich diese Art der Koordination empirisch eher selten findet. Das Konzept der negativen bzw. positiven Koordination beruht auf der Arbeit von Fritz W. Scharpf.